# Treffort (tổng)
Tổng Treffort là một tổng của Pháp nằm ở tỉnh Ain trong vùng Rhône-Alpes.

## Địa lý
Tổng này được tổ chức xung quanh Treffort-Cuisiat ở quận Bourg-en-Bresse. Độ cao ở đây từ 211 m (Courmangoux) đến 770 m (Chavannes-sur-Suran) với độ cao trung bình 296 m.

## Hành chính
| Giai đoạn | Ủy viên      | Đảng | Tư cách |
| --------- | ------------ | ---- | ------- |
| 2008-2014 | Denis Perron | DVG  |         |
| 2001-2008 | Denis Perron | DVG  |         |

## Số đơn vị
Tổng Treffort groupe 9 xã và có dân số 6 815 dân (theo điều tra dân số năm 1999, số lượng không tính trùng).
| Xã                    | Dân số | Mã bưu chính | Mã insee |
| --------------------- | ------ | ------------ | -------- |
| Chavannes-sur-Suran   | 485    | 01250        | 01095    |
| Corveissiat           | 469    | 01250        | 01125    |
| Courmangoux           | 360    | 01370        | 01127    |
| Germagnat             | 92     | 01250        | 01172    |
| Meillonnas            | 1 204  | 01370        | 01241    |
| Pouillat              | 58     | 01250        | 01309    |
| Pressiat              | 191    | 01370        | 01312    |
| Saint-Étienne-du-Bois | 2 046  | 01370        | 01350    |
| Treffort-Cuisiat      | 1 910  | 01370        | 01426    |

## Biến động dân số
| 1962                                                     | 1968  | 1975  | 1982  | 1990  | 1999  |
| -------------------------------------------------------- | ----- | ----- | ----- | ----- | ----- |
| 4 326                                                    | 4 664 | 4 525 | 5 728 | 6 274 | 6 815 |
| Nombre retenu à partir de 1962 : dân số không tính trùng |       |       |       |       |       |